# Cmentarz żydowski w Suszu
Cmentarz żydowski w Suszu – został założony w 1853 roku i zajmował powierzchnie 0,1-0,15 ha. Został zlikwidowany - na jego miejscu znajduje się obecnie Osiedle Leśne.